# Oregon Ducks
Oregon Ducks (español: Patos de Oregón) es el equipo deportivo de la Universidad de Oregón. Los equipos de los Ducks participan en las competiciones universitarias de la NCAA, y forman parte de la Big Ten Conference. Sus principales rivales son los Oregon State Beavers y los Washington Huskies.

## Fútbol americano
Respecto al equipo de fútbol americano, los Ducks han ganado 12 campeonatos de conferencia y 13 bowls, entre ellos el Rose Bowl 1917, 2012 y 2015 y el Fiesta Bowl 2002 y 2013. 
En 2010 disputaron la final del campeonato nacional, perdiendo ante Auburn, y nuevamente llegaron al College Football Playoff y a la final en 2014, pero perdieron nuevamente el campeonato, esta vez ante Ohio State.
Entre sus graduados se destacan Tuffy Leemans, Norm Van Brocklin, Mel Renfro, Dave Wilcox, Dan Fouts,  Gary Zimmerman y Marcus Mariota.

## Baloncesto
En baloncesto masculino, los Ducks ganaron el campeonato de la NCAA en 1939, venciendo en la final a Ohio State Buckeyes por 46-33. En 2002, los Ducks ganaron el título de conferencia y finalizaron la temporada sextos en el ranking. Al siguiente año también se hicieron con el título de conferencia, además de que Luke Ridnour, base del equipo, fuera galardonado con el premio al mejor jugador de la Pac-12.
Entre los graduados de baloncesto masculino más destacados se encuentran Jim Loscutoff, Ron Lee, Greg Ballard, Luke Ridnour, Terrell Brandon, Chris Duarte, Bol Bol y Payton Pritchard. Entre los graduados destacados del baloncesto femenino se incluyen Sabrina Ionescu.

## Béisbol
En béisbol, programa creado en 1876, los Ducks han logrado 14 títulos de conferencia y han producido 22 jugadores para la MLB.

## Mascota
La mascota de los Ducks era el famoso Pato Donald, tras llegar a un acuerdo con la compañía ahora es solo The Oregon Duck y es legalmente distinto. Disney.